# Aedea (satélite)
Aedea (Αοιδή griego), o Júpiter XLI, es un satélite retrógrado irregular de Júpiter. Fue descubierto por un equipo de astrónomos de la Universidad de Hawái dirigidos por Scott S. Sheppard, en el año 2003, y recibió la designación provisional de S/2003 J 7.
Aedea tiene unos 4 kilómetros de diámetro, y orbita a Júpiter a una distancia media de 23,044 millones de km en 714,657 días, a una inclinación de 160º con respecto a la eclíptica (162° al ecuador de Júpiter), en una dirección retrógrada y con una excentricidad de 0.4311.
Fue nombrado en marzo de 2005 como Aedea, una de las tres musas originales. Aedea es la musa del sonido y una de las hijas de Zeus (Júpiter).
Pertenece al grupo de Pasífae, compuesto de los satélites irregulares retrógrados de Júpiter con órbitas entre los 23 y 24 millones de km. y con una inclinación de alrededor de 165°.